# Parasteatoda
Genre
Parasteatoda est un genre d'araignées aranéomorphes de la famille des Theridiidae.

## Distribution
Les espèces de ce genre se rencontrent sur presque toutes les terres émergées sauf aux pôles.

## Liste des espèces
Selon World Spider Catalog (version 23.5, 29/08/2022) :
- Parasteatoda aequipeiformis Yang, Irfan & Peng, 2019
- Parasteatoda angulithorax (Bösenberg & Strand, 1906)
- Parasteatoda asiatica (Bösenberg & Strand, 1906)
- Parasteatoda camura (Simon, 1877)
- Parasteatoda celsabdomina (Zhu, 1998)
- Parasteatoda cingulata (Zhu, 1998)
- Parasteatoda corrugata Yoshida, 2016
- Parasteatoda culicivora (Bösenberg & Strand, 1906)
- Parasteatoda daliensis (Zhu, 1998)
- Parasteatoda decorata (L. Koch, 1867)
- Parasteatoda ducta (Zhu, 1998)
- Parasteatoda galeiforma (Zhu, Zhang & Xu, 1991)
- Parasteatoda gui (Zhu, 1998)
- Parasteatoda hammeni (Chrysanthus, 1963)
- Parasteatoda hatsushibai Yoshida, 2009
- Parasteatoda jinghongensis (Zhu, 1998)
- Parasteatoda kaindi (Levi, Lubin & Robinson, 1982)
- Parasteatoda kentingensis Yoshida, 2015
- Parasteatoda kompirensis (Bösenberg & Strand, 1906)
- Parasteatoda lanyuensis (Yoshida, Tso & Severinghaus, 2000)
- Parasteatoda longiducta (Zhu, 1998)
- Parasteatoda lunata (Clerck, 1757)
- Parasteatoda merapiensis Yoshida & Takasuka, 2011
- Parasteatoda nigrovittata (Keyserling, 1884)
- Parasteatoda oxymaculata (Zhu, 1998)
- Parasteatoda palmata Gao & Li, 2014
- Parasteatoda polygramma (Kulczyński, 1911)
- Parasteatoda quadrimaculata (Yoshida, Tso & Severinghaus, 2000)
- Parasteatoda ryukyu (Yoshida, 2000)
- Parasteatoda simulans (Thorell, 1875)
- Parasteatoda songi (Zhu, 1998)
- Parasteatoda subtabulata (Zhu, 1998)
- Parasteatoda subvexa (Zhu, 1998)
- Parasteatoda tabulata (Levi, 1980)
- Parasteatoda taiwanica Yoshida, 2015
- Parasteatoda tepidariorum (C. L. Koch, 1841)
- Parasteatoda transipora (Zhu & Zhang, 1992)
- Parasteatoda triangula (Yoshida, 1993)
- Parasteatoda valoka (Chrysanthus, 1975)
- Parasteatoda vervoorti (Chrysanthus, 1975)
- Parasteatoda wangi Jin & Zhang, 2013
- Parasteatoda wau (Levi, Lubin & Robinson, 1982)

## Systématique et taxinomie
Ce genre a été décrit par Archer en 1946 comme un sous-genre de Theridion. Il est élevé au rang de genre par Archer en 1950.

## Publication originale
- Archer, 1946 : « The Theridiidae or comb-footed spiders of Alabama. » Paper of the Alabama Museum of Natural History, vol. 22, p. 1-67.